# Mense Reents
Mense Reents (né le 19 juin 1970 à Wittmund) est un musicien et producteur allemand. Il a une carrière solo et joue dans plusieurs groupes.

## Biographie
Au début des années 1990, Reents déménage de Frise orientale à Hambourg et commence par jouer de la basse avec Huah! et Die Regierung. Il est parfois bassiste avec le groupe Das Neue Brot, fondé par les frères Jimi Siebels et Jakobus Durstewitz (anciennement Jakobus Siebels).
En 1995, Reents crée ensuite le groupe house Egoexpress avec Jimi Siebels, inactif depuis 2007. En outre, il fonde la même année avec Elena Lange et Thies Mynther le groupe de rock électronique Stella. Depuis 2000, il est membre des Goldenen Zitronen et joue de divers instruments, principalement du clavier. En 2003, il sort son premier album solo Aus freien Stücken.
Avec Jakobus Durstewitz, Reents forme en 2007 le projet Die Vogel pendant un séjour de Durstewitz à Cassel, dans le cadre de la off-documenta.
Depuis 2011, Reents est également batteur du groupe N.R.F.B et est toujours musicien invité dans les albums d'autres groupes et musiciens de Hambourg, tels que DJ Koze, Andreas Dorau, JaKönigJa, Knarf Rellöm ou Die Sterne.
Il produit, enregistre et mixe des albums et des chansons pour d'autres artistes et groupes tels que 1000 Robota, Chicks on Speed, F.S.K. ou Sophia Kennedy. Ainsi, Reents est également responsable de l'album Todesmelodien et Die Liebe Und Der Ärger Der Anderen d'Andreas Dorau.

## Discographie

### Solo
- 1996 : Camp Imperial (titre sous le nom de Sinus Albino, L'Âge d'or)
- 2001 : Hamburgeins (titre sur la compilation Ladomat 2000 / Zomba Records)
- 2001 : Ladomat 100 (titre sur la compilation Ladomat 2000)
- 2001 : Operation Pudel 2001 (titre sur la compilation L'Âge d'or)
- 2003 : Yubellado (titre sur la compilation L'Âge d'or)
- 2003 : Mense Reents - Aus freien Stücken (Album, CD, Ladomat 2000)
- 2003 : Mense Reents - This Is the Way (12", Ladomat 2000)
- 2003 : Mense Reents - Dress Like an Albino (12″, Ladomat 2000)
- 2004 : Notaufnahme Aufnahme Zwo (titre sur la compilation Popagenten)
- 2008 : Tribute To Gustav Metzger (titre sur la compilation Intermedium Records)

### En tant que producteur, mixeur ou musicien invité
- 1992 : Cpt. Kirk &. – Reformhölle (musicien invité), (album, What’s So Funny About…)
- 1995 : Mobylettes – Girl Talk (mixeur), (album, Elbtonal)
- 1997 : Ladies Love Knarf Rellöm – Bitte vor R.E.M. einordnen (chant, musicien et producteur de plusieurs morceaux), (album, What’s So Funny About…)
- 1999 : Die Sterne - Wo ist hier (Production des chansons Dingeling et Das bisschen besser), (album, L’Âge d’or)
- 2000 : Chicks on Speed – The Un-Releases (musicien invité), (album, Chicks On Speed Records)
- 2004 : Die Sterne – Das Weltall ist zu weit (musicien invité), (album, V2)
- 2004 : Re:Bird The Electronicat Remixes (samples, compilation, Angelika Köhlermann)
- 2005 : JaKönigJa - Ebba (musicien invité, mixeur de plusieurs chansons), (album, Buback / Indigo)
- 2007 : Misha – Teardrop Sweetheart (percussion, enregistrement et mixage), (album, Tomlab)
- 2008 : JaKönigJa – Die Seilschaft der Verflixten (production), (album, Indigo)
- 2008 : F.S.K. - Freiwillige Selbstkontrolle (production), (album, Buback)
- 2008 : Rocko Schamoni – Sternstunden der Bedeutungslosigkeit (technique, enregistrement), (Livre audio, CD, Kein & Aber Records)
- 2010 : 1000 Robota - Ufo (production, mixage), (album, Buback)
- 2011 : N.R.F.B – Nuclear Raped Fuck Bomb (enregistrement, mixage) (Major Label)
- 2011 : Andreas Dorau - Todesmelodien (Mixage, instruments, production et composition de plusieurs chansons), (album, Staatsakt)
- 2012 : F.S.K. – Akt, Eine Treppe hinabsteigend (enregistrement), (album, Buback)
- 2013 : Die Goldenen Zitronen – Who's Bad? (mixage), (album, Buback)
- 2013 : DJ Koze - Amygdala (musicien invité), (album, Pampa Records)
- 2017 : Andreas Dorau – Die Liebe und der Ärger der Anderen (production et composition des chansons Ein Stern mit drei Zacken, Du stehst auf meiner Liste et Im Laufe der Nacht), (album, Staatsakt)
- 2017 : Sophia Kennedy - Sophia Kennedy (Enregistrement, mixage, production, composition), (album, Pampa Records)

## Source de la traduction
- (de) Cet article est partiellement ou en totalité issu de l’article de Wikipédia en allemand intitulé « Mense Reents » (voir la liste des auteurs).